# Битва при Стикластадире
Битва при Стикластадире — одна из самых известных битв норвежской истории, произошедшая 29 июля (или 31 августа) 1030 года недалеко от норвежского города Стикластадир между войсками претендента на трон Норвегии Олафа II Святого и его противниками — норвежскими бондами и лендрманами, поддерживавшими датского короля Кнуда Великого. Битва стала эпизодом борьбы за норвежский трон потомков Харальда Прекрасноволосого и датских королей Кнутлингов. Свергнутый в 1028 году Кнудом Великим, Олаф Святой два года спустя с помощью своих норвежских сторонников и шведских наемников предпринял попытку вернуть трон, но потерпел поражение и был убит. Спустя 5 лет норвежский трон был занят его сыном, Магнусом Добрым, а сам Олаф впоследствии был прославлен (1031) и канонизирован (1164).

## Предыстория
Противостояние между датчанами и норвежцами уходит корнями в середину X века, когда против короля Харальда Серая Шкура была организована коалиция, в которую вошли датский король Харальд Синезубый и хладирский ярл Хакон II Могучий. В итоге противостояния Харальд Серая Шкура был убит, а Хакон Могучий стал править Норвегией от имени датского короля. В 995 году Хакон был побежден законным наследником норвежского престола, правнуком короля Харальда I Прекрасноволосого, Олафом Трюггвасоном. Он стал проводить жесткую политику централизации, а также массово насаждать новую веру, чем вызвал недовольство свободолюбивых норвежских бондов — богатых землевладельцев, которые стали стекаться под знамёна Эйрика Хоконарсона, сына Хакона II Могучего и его брата. За братьями, в свою очередь, стоял датский правитель — ярый поборник язычества Свейн Вилобородый. В 1000 году при Свольдере войска Олафа Трюггвасона были побеждены, а сам король погиб. После этого христианизация Норвегии была прекращена, а сама страна была разделена между датским и шведским королями, а также Эйриком, который получил во владение норвежскую столицу.
В 1014 году Свен Вилобородый скончался, а в 1015 году умер Свейн, сын Хакона Могучего, управлявший страной после своего брата Эйрика. Воспользовавшись этим, Олаф Харальдссон, прямой потомок первого короля Норвегии, возвращается из Англии на родину, где его провозглашают великим конунгом (королём). Олаф Харальдссон (известный под прозвищем Толстый) продолжил некогда начатую его предшественником Олафом Трюггвасоном политику по борьбе с язычеством и методично крестил страну в Христианство. Также он существенно урезал вольности и права норвежской знати с целью укрепления королевской власти. Это вызвало противостояние со стороны бондов, и они снова стали объединяться в коалицию. К тому же нашлись и претенденты на норвежский трон — хладирский ярл Хакон Эйрикссон (внук Хакона Могучего) и датский король Кнуд Великий. В 1027 году Олаф в союзе со шведским королём напал на Данию, но потерпел поражение. На следующий год Олаф был вынужден уступить корону правителю Дании и бежать на Русь, где жила его давняя возлюбленная Ингигерда.
В 1029 году ярл Хакон Эйрикссон, регент Норвегии, покинул страну, а в следующем году он утонул в результате кораблекрушения. Этим решили воспользоваться сторонники Олафа, и, пока датский король не прислал в Норвегию нового наместника, они пригласили Олафа. Тот с помощью шведских наемников решил отвоевать трон. Одним из лидеров норвежцев, поддерживавших Олафа, был 15-летний Харальд Суровый, единоутробный брат Олафа Харальдссона, отличавшийся очень воинственным нравом.

## Битва

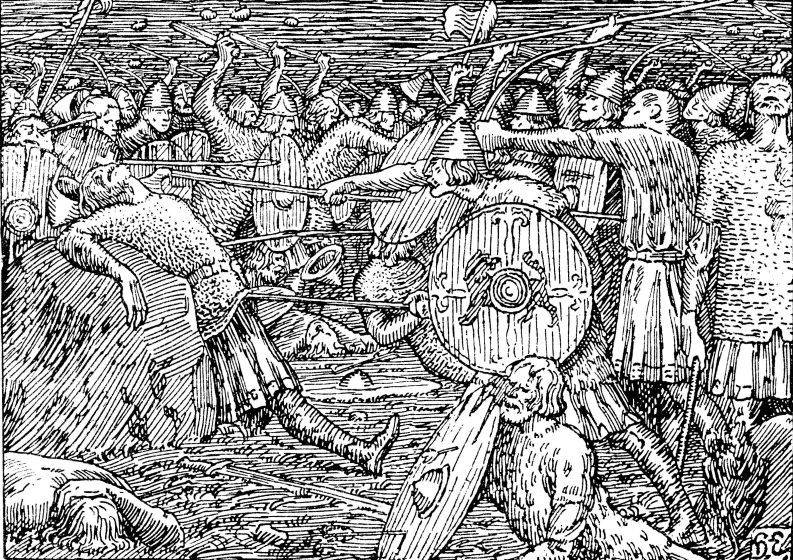
Гибель Олафа Святого — иллюстрация Хальфдана Эгедиуса к «Саге об Олафе Святом», 1899 год

Олаф двигался по территории Швеции, собирая войска. Он собрал 1200 человек, ещё 400 воинов прислал ему шведский король, а вскоре к Олафу присоединились отряды его родича (также потомка Харальда Прекрасноволосого, первого короля Норвегии) Дага Хрингссона, которые насчитывали 1200 человек. Впоследствии его войско разрасталось, и, когда он переправлялся из Швеции в Норвегии, оно насчитывало уже более 3 тысяч человек. Большой отряд сторонников Олафа присоединился к нему уже в Норвегии. Конунг двигался к Тронхейму, однако с войском бондов, своих противников, он встретился у Стикластадира, в 70 километрах от Тронхейма.
Автор «Саги об Олафе Святом» Снорри Стурлусон, говоря о войске бондов, описывает его как «несметное». На совете лидеры бондов, Харек из Тьотты, Кальв Арнессон (ранее служивший Олафу Святому) и Торир Собака выбрали предводителя. Когда войска сошлись у Стикластадира, битва началась не сразу: Кальв ждал замыкающие войска Торира Собаки, а Олаф — не подошедшие еще войска Дага Хрингссона. Когда последние воины подошли, Олаф крикнул: «Вперед, вперед, люди Христа, люди креста, люди конунга!». Как сообщает «Сага», во время битвы произошло солнечное затмение. По астрономическим расчетам точно известно, что таковое случилось 31 августа 1030 года около 2 часов дня, хотя в самой саге говорится, что битва произошла в самом конце июля. В битве пало много бойцов, Снорри Стурлусон перечисляет павших знатных людей (Арнльот Геллини, Торир Кукушка, Гицур Золотые Ресницы и другие). Снорри довольно подробно расписывает события битвы. Олаф Харальдссон начал биться с Ториром Собакой и ранил его, после этого Олаф получил сразу три удара: Торстейн по прозвищу Корабельный Мастер ударил претендента на корону секирой по ноге, оправившийся от раны Торир Собака ранил Олафа копьём в живот пониже кольчуги, последний смертельный удар мечом в шею Олафу нанёс предводитель бондов Кальв Арнассон. После смерти полководца бонды начали поражать его оставшихся сторонников одного за одним. В этой битве был также ранен Харальд Суровый, единоутробный брат Олафа.
Последняя надежда сторонников Олафа в битве была связана с наступлением Дага Хрингссона, натиск которого, по словам Саги, заставил обратиться в бегство многих воинов. Однако, когда основные силы войска бондов атаковали войско Дага, тот вынужден был отступить. Его воины бежали в долину Вердал, где многие погибли. Торир Собака после боя уважительно отнесся к телу Олафа, убитого им: он положил тело конунга на землю и накрыл его, а также решил вытереть кровь с лица, но тут, по легенде, произошло чудо. Огромная рана на теле убитого будто бы зажила сама собой. Это поразило Торира, и позже он стал первым, кто признал Олафа святым.

## Последствия и значение битвы
Если верить Снорри Стурлусону, то год спустя тело Олафа была выкопано, положено в гроб и перенесено в церковь Св. Климента в Тронхейме. Сам Олаф стал известен как Святой Олаф, а 150 лет спустя по указанию короля-священника Сверрира Сигурдссона на месте гибели святого Олафа была воздвигнута Стиклстадтская Церковь, внутри которой по сей день можно лицезреть знаменитый камень, на который Олаф опирался, получив тяжелый удар копьем. Тело Олафа через сто лет после битвы было вновь перемещено — на этот раз во вновь построенный Нидаросский собор. Его мощи хранятся в огромном серебряном реликварии.
Норвегия вновь перешла под власть датской короны. От имени Кнуда Великого страной стал править его сын Свен Кнутссон, но его правление не оправдало ожиданий норвежской знати. В 1035 году король Кнуд умер, и, воспользовавшись случаем, бонды восстали против Свена и пригласили на престол сына Олафа Святого, Магнуса Доброго, который воспитывался при дворе Ярослава Мудрого. Могущество датчан постепенно стало ослабевать — новый король Хардекнуд толком не сумел подчинить утерянную Англию, а после его смерти, в 1042 году Магнус Добрый был провозглашен датским королём.
Стикластадир стал переломным моментом в истории борьбы за власть в Норвегии. Норвежские бонды, ожидавшие после гибели Олафа послаблений и каких-либо льгот от Кнуда Великого, жестоко ошиблись. Вопреки их надеждам, всё оказалось как раз наоборот, Кнуд стал проводить еще более жесткую политику по укреплению королевской власти. Это заставило бондов вскоре изменить позицию по отношению к датской династии и снова перейти на сторону династии Харальда Прекрасноволосого. С 1035 вплоть до смерти Хакона V Святого в 1319 году Норвегия управлялась представителями рода Харальда Прекрасноволосого.

## Битва в искусстве

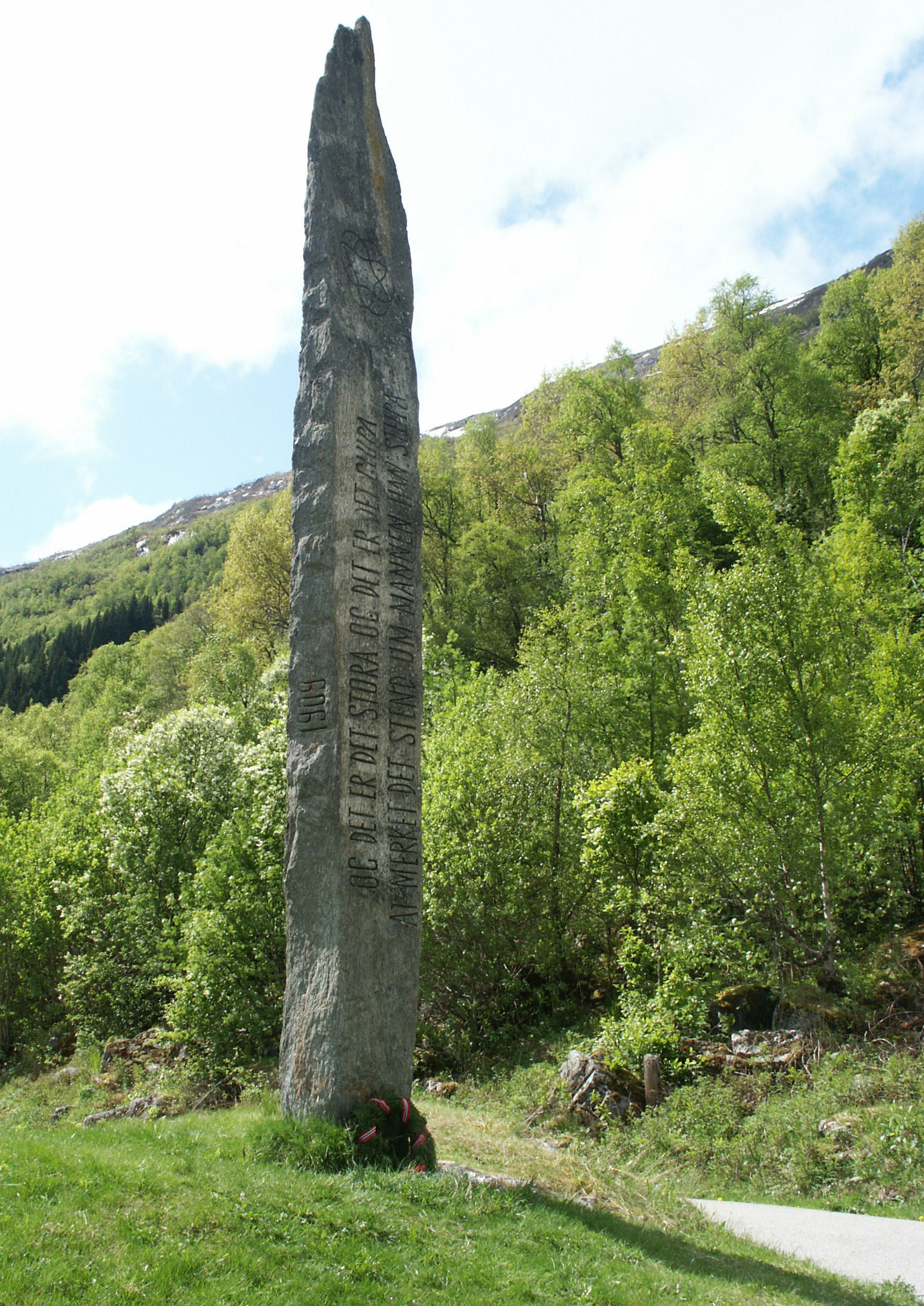
Мемориальная стела, посвященная битве

В 1901 году норвежский поэт Пер Сильве написал поэму «Торд Фолессон», посвященную знаменосцу Олафа Святого. Он воткнул знамя в землю, не дав ему упасть, перед самой своей гибелью, и, на протяжении всей битвы, даже после смерти Олафа, враги не смогли повалить знамя на землю. В настоящее время на месте этого знамени возвышается мемориальная стела. На стеле выбита самая знаменитая строчка поэмы «Символ остается, даже если человек уже пал» (Merket det stend, um mannen han stupa). Эта же строчка была позже выбита на воротах Берген-Бельзенского концлагеря.
В 1954 году владелец фермы в Стикластадире, на земле которой когда-то развернулась битва, дал разрешение на проведение театрализованной постановки драмы «Святой Олаф». Отныне театральный боевой фестиваль проходит в Стикластадире ежегодно в июле. Люди и поныне массово посещают постановку по пьесе Олафа Гулльвога, что делает Стикластадир самым большим театром на открытом воздухе в Скандинавии.